# 象形花蟹蛛
象形花蟹蛛（学名：[Xysticus elephantus] 错误：{{Lang}}：文本有斜体标记（帮助））为蟹蛛科花蟹蛛属的动物。分布于尼泊尔以及中国大陆的西藏等地。该物种的模式产地在尼泊尔。